# День республиканской гвардии Казахстана

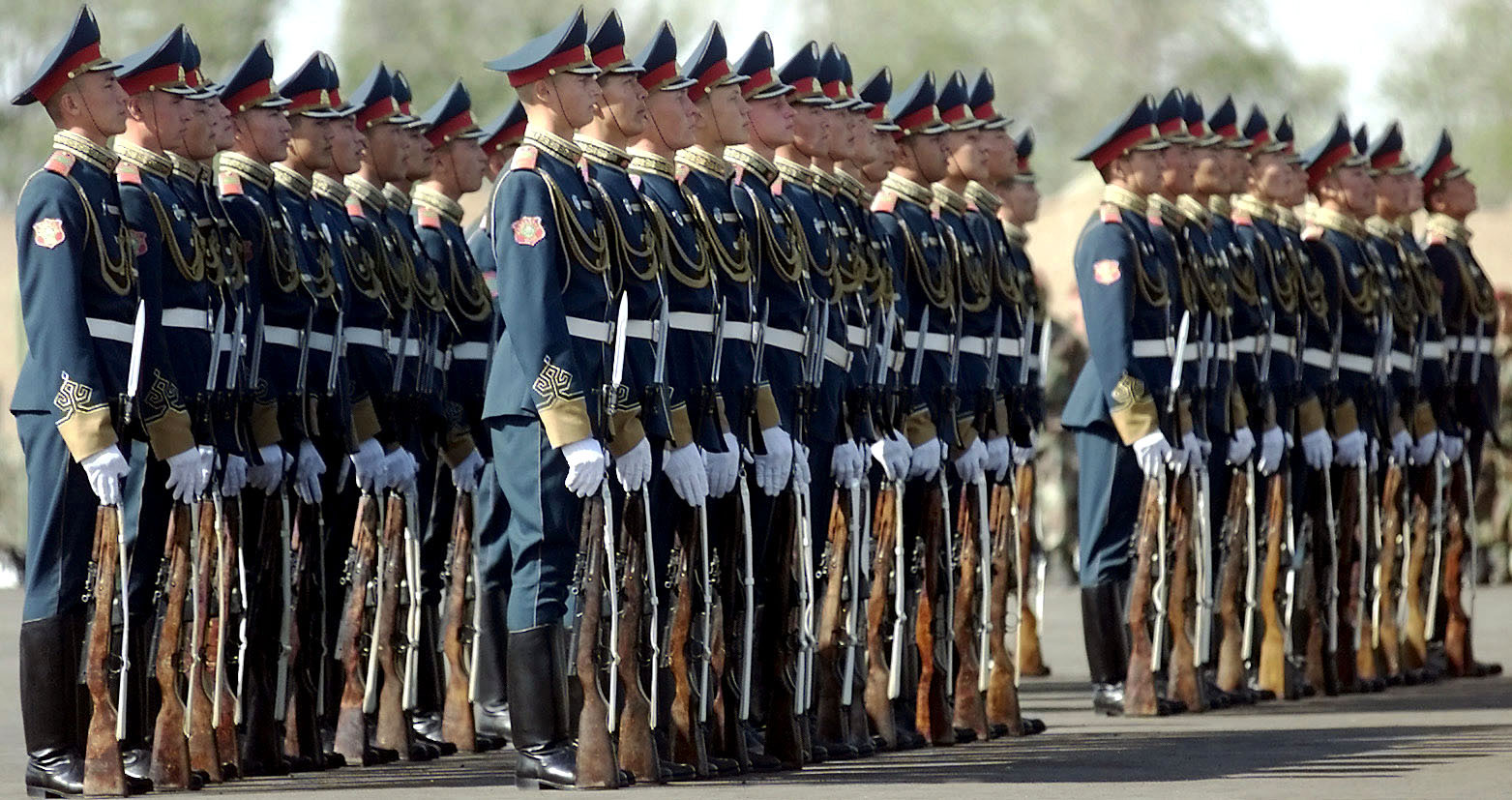
Рота почётного караула, ВС РК, встречает почётных гостей, 13 сентября 2000 года

«День республиканской гвардии Казахстана» — профессиональный праздник военнослужащих Казахстана, несущих службу в республиканской гвардии страны. Отмечался ежегодно, 16 марта, не являлся нерабочим днём.
Заменён государственным праздником — День защитника Отечества.

## История и празднование
Дата для проведения в Казахстане «Дня республиканской гвардии» была выбрана не случайно. Именно в этот день, 16 марта, в 1992 году на базе отдельной бригады оперативного назначения Внутренних войск Республики Казахстан, дислоцировавшейся в посёлке Красный Восток Карасайского района Алматинской области, была создана Республиканская гвардия РК. Указ о создании республиканской гвардии, как самостоятельного формирования в составе Вооружённых сил Республики Казахстан подписал президент государства Нурсултан Абишевич Назарбаев.
В настоящее время республиканская гвардия является одним из самых привилегированных и элитных подразделений в вооружённых силах Республики Казахстан. Гвардейцы выполняют задачи по обеспечению безопасности президента Казахстана и высших чиновников государства, участвуют во всевозможных церемониях и ритуалах, несут почётный караул у эталонов флага и герба республики, охраняют наиболее важные государственных объекты и т. д.. Поэтому и требования к кандидатам, желающим проходить службу в республиканской гвардии, много более жёсткие, чем в обычных подразделениях ВС РК.
В 2010 году, в день создания Республиканской гвардии Казахстана, командующий Республиканской гвардией генерал-лейтенант Абай Болюкпаевич Тасбулатов, в своём поздравлении гвардейцам посвященному этому дню, написал следующее: «В становлении и развитии элитного воинского формирования участвовали и участвуют профессиональные офицеры, люди, верные долгу перед Отечеством. Благодаря сплоченности и неустанному труду воинского коллектива Республиканская гвардия успешно выполняет задачи, поставленные Главой государства».